# 安氏坑魚
安氏坑鱼（学名：Phreatichthys andruzzii）是輻鰭魚綱鯉形目鲤科坑鱼属的一个种。坑鱼属（Phreatichthys）为单种属，仅含安氏坑鱼一种。该物种是索马里的特有物种，被IUCN列為次級保育類動物。
安氏坑鱼是被发现的首个生物钟与阳光无关的动物。这种鱼的生物钟十分独特，週期长达47个小时，而且其对于所有光刺激都毫无反应。